# Johann Philipp Holzmann
Johann Philipp Holzmann (* 22. April 1805 in der Kreuzmühle in Dreieichenhain, jetzt Dreieich, Hessen; † 15. Februar 1870 in Frankfurt am Main) war ein deutscher Bauunternehmer und gründete 1849 ein Baugeschäft, das später zum Frankfurter Bauunternehmen Philipp Holzmann AG wurde.
Holzmann war zunächst Müller in einem Sägewerk. Er leitete es mit seiner Mutter zusammen, nachdem sein Vater gestorben war, als er zwölf Jahre alt war. Er erweiterte die Kreuzmühle zum Dampfsägewerk und verlegte die Firma später nach Frankfurt am Main.
Seine Geschäftstüchtigkeit bewies er einmal, als er aus dem Holz des ausgedienten Galgens von Offenbach einen Steg über den Mühlenbach baute. Als der Galgen abgebrochen wurde, fand er darunter eine Bleiplatte, die er gewinnbringend für 500 Gulden verkaufen konnte.
Holzmann war zunächst vorwiegend im Eisenbahnbau und später im Wasserbau tätig. Er beteiligte sich am Bau der Eisenbahn in Südhessen (Taunus-Eisenbahn, Main-Neckar-Bahn), im Spessart (1852), an der Strecke Hanau–Aschaffenburg (1855), baute die Homburger Bahn (1859) und den Hafen in Oberlahnstein (1860).
Das Bauunternehmen wuchs mit der Industrialisierung schnell. Zur Ausdehnung der Produktion arbeitete Holzmann schon wenige Jahre nach der Gründung eng mit der Deutschen Bank zusammen. Das Verhältnis zwischen der Firma und der Bank war nach dem Historiker Manfred Pohl „in der Unternehmensgeschichte von seltener Dauerhaftigkeit“.
1865 übergab er die Leitung des Unternehmens an seine Söhne Philipp und Johann Wilhelm. Zu dieser Zeit war der Name Philipp Holzmann bereits eine Größe in der Region. Unter seinem Sohn Philipp erlangte das Bauunternehmen Weltgeltung. Es war seit 1895 eine GmbH, die schon vor dem Ersten Weltkrieg zu den bedeutendsten Bauunternehmen der Welt gehörte.
Die Philipp Holzmann & Cie. GmbH wurde am 30. Oktober 1917 mit der Internationalen Baugesellschaft AG verschmolzen, so dass schließlich die Philipp Holzmann AG entstand. Diese war bis zu ihrer Insolvenz 2002 ein weltweit tätiger deutscher Baukonzern mit Sitz in Frankfurt am Main.

## Ehrungen
In Dreieichenhain ist die Straße an der Dampfmühle als Philipp-Holzmann-Straße nach ihm benannt.